# Mark Feuerstein
Mark Feuerstein (Nueva York, 8 de junio de 1971) es un actor estadounidense.

## Carrera
Feuerstein consiguió un papel en televisión como un personaje recurrente en la telenovela Loving. Cuando la directora Nancy Meyers estaba haciendo casting para What Women Want, su hija reconoció a Feuerstein de Practical Magic (1998) e insistió en que lo eligiera. Fue apodado como "asesino de mil comedias" y "kriptonita cómica" debido a su falta de éxito en Fired Up (1997), Conrad Bloom (1998), The Heart Department (2001), Good Morning, Miami (2002), y 3 Lbs. (2007). Feuerstein se reunió como un interés amoroso con Practical Magic con su compañera Sandra Bullock en la película Two Weeks Notice, pero todas sus escenas fueron eliminadas.
Feuerstein está actualmente protagonizando un papel principal en la serie Royal Pains.
En enero de 2009, Feuerstein comenzó a aparecer en la serie Crackle
Él apareció como anfitrión el 14 de junio de 2010 en WWE Raw.

## Vida privada
Feuerstein nació en la Ciudad de Nueva York de una familia judía, de un padre abogado y una madre maestra. Era un luchador en la escuela secundaria y ganó el campeonato estatal. Feuerstein asistió a la escuela The Dalton y se graduó de la Universidad Princenton en 1993. Ganó una beca Fulbright y estudió en la Academia de Londres de Música y Arte Dramático y en L'École Phillipe en Francia.
Él y su esposa, Dana (de soltera Klein), tienen tres hijos, Lila Jane, Frisco James, y Adelaide "Addie".

## Filmografía
| Año       | Título               | Papel                   | Notas                                |
| --------- | -------------------- | ----------------------- | ------------------------------------ |
| 1995–1996 | Loving               | Papel Desconocido       | Episodios Desconocidos               |
| 1996–1997 | Caroline in the City | Joe DeStefano           | 8 Episodios                          |
| 1997–1998 | Fired Up             | Danny Reynolds          | Elenco Principal                     |
| 1997      | Guiding Light        | Dr. Steven Levine       | Unknown Episodes                     |
| 1998      | Practical Magic      | Michael                 | Papel Pequeño                        |
| 1998      | Conrad Bloom         | Conrad Bloom            | Elenco Principal                     |
| 1999      | 30 Days              | Actor                   |                                      |
| 1999      | The Muse             | Josh Martin             |                                      |
| 1999      | Giving It Up         | Ralph Gagante           |                                      |
| 1999      | Sex and the City     | Josh                    | They Shoot Single People, Don't They |
| 2000      | What Women Want      | Morgan Farwell          | Papel Pequeño                        |
| 2000–2001 | Once and Again       | Leo Fisher              | 5 Episodios                          |
| 2000      | Ally McBeal          | Hammond Deering         | Ep: Pursuit of Loneliness            |
| 2000      | An American Daughter | Morrow McCarthy         |                                      |
| 2000      | Woman on Top         | Cliff Lloyd             |                                      |
| 2000      | Rules of Engagement  | Tom Chandler            |                                      |
| 2001      | The Heart Department | William 'Bump' Daley    |                                      |
| 2001–2005 | The West Wing        | Clifford Calley         |                                      |
| 2002      | Two Weeks Notice     | Rich Beck               | Scenes Deleted                       |
| 2002      | Abandon              | Robert Hanson           |                                      |
| 2002      | Balkanization        | Matt Harding            |                                      |
| 2002–2004 | Good Morning, Miami  | Jake Silver             |                                      |
| 2003      | Last Comic Standing  | Él mismo                | Ep: Take Dat, Dave Mordal!           |
| 2002      | 3 Days of Rain       | Papel Reconocido        |                                      |
| 2005      | The Closer           | Dr. Jerome              | Ep: Flashpoint                       |
| 2005      | In Her Shoes         | Simon Stein             |                                      |
| 2005      | Law & Order          | Eric Speicher           | Ep: Bible Story                      |
| 2006      | Lucid                | Case                    |                                      |
| 2006      | 3 lbs                | Dr. Jonathan Seger      | Elenco Principal                     |
| 2006      | Masters of Horror    | Alex O'Shea             | Ep: Pro-Life                         |
| 2006      | Shut Up and Sing     | Greg                    |                                      |
| 2007      | Shark                | Mitchell Latimer        | Ep: Porn Free                        |
| 2007      | Dance Man            | Papel Desconocido       |                                      |
| 2007      | On the Lot           | Actor                   | 2 Episodios                          |
| 2008      | Defiance             | Isaac Malbin            |                                      |
| 2009      | The Hustler          | The Hustler             | Elenco Principal                     |
| 2009–2016 | Royal Pains          | Dr. Henry 'Hank' Lawson | Elenco Principal                     |
| 2010      | WWE Raw              | Himself                 | Estrella invitada                    |
| 2010      | Knucklehead          | Eddie Sullivan          | Elenco Principal                     |
| 2017      | Prison Break         | Jacob Ness              | Personaje Recurrente (9 episodios)   |
| 2020      | Baby Sitters Club    | Watson Brewer           | Personaje Recurrente                 |